# Russell Mockridge
Russell Mockridge (né le 18 juillet 1928 à Melbourne et mort le 13 septembre 1958 à Clayton) est un ancien coureur cycliste australien. Il a été champion olympique du kilomètre et du tandem lors des Jeux de 1952 à Helsinki. Il a ensuite effectué une carrière professionnelle durant laquelle il a remporté les Six jours de Paris, trois titres nationaux sur route, le Herald Sun Tour. Il est mort lors du Tour of Gippsland 1958, renversé par un bus.

## Biographie

### Enfance et jeunesse
Russell Mockridge naît le 18 juillet 1928. Il est le deuxième enfant de Robert Glover Mockridge, ingénieur, et Aileen Claire Riley. En 1931, ils quittent Laverton pour s'installer à Geelong. Russell Mockridge fréquente le Geelong College et y acquiert un Leaving certificate.  Son accent et son éducation l'identifiant aux classes aisées, ainsi que ses lunettes épaisses lui vaudront le surnom de Little Lord Fauntleroy. Hésitant durant sa jeunesse entre devenir prêtre et journaliste, il est recruté par le Geelong Advertiser.
Il commence le cyclisme en 1946 afin de satisfaire un besoin d'exercice physique. Il remporte la première course à laquelle il participe avec le Geelong Amateur Cycling Club.

### Carrière amateure
En août 1947, Russell Mockridge est sélectionné dans l'équipe de l'État de Victoria pour les championnats d'Australie sur route à Sydney grâce à une troisième place lors de la course à handicap entre Melbourne et Castlemaine. Le 30 août, il y remporte le titre national sur route après une course de 201 km. En 1948, il est sélectionné en équipe nationale aux Jeux olympiques de Londres. Après deux crevaisons, il se classe 26e de la course en ligne.
En 1950, Mockridge participe aux Jeux de l'Empire britannique. Il y remporte les épreuves du kilomètre et de la vitesse, et termine deuxième de la poursuite. À cette occasion, il jette son vélo et envisage de nouveau de rejoindre l'Église, estimant qu'il n'y a plus que le cyclisme dans la vie. De retour en Australie, il prépare le ministère anglican et s'inscrit en arts à l'université de Melbourne. Il revient au cyclisme 14 mois plus tard, rongé par le doute.
En 1951, il devient vice-champion du monde amateur de vitesse, battu en finale par l'Italien Enzo Sacchi. Il poursuit sa carrière en Europe. En 1952, il gagne le Grand Prix de Paris de vitesse, battant le champion du monde professionnel et favori de l'épreuve Reginald Harris. Ce résultat ne satisfait pas les organisateurs, qui décident d'écarter les amateurs lors des éditions suivantes,.
Alors que Mockridge se prépare pour les Jeux olympiques d'Helsinki, la Fédération olympique australienne conditionne la participation des athlètes à un engagement à rester amateur durant les deux années qui suivent. Mockridge souhaitant devenir professionnel refuse cette condition. L'intervention du maire de Geelong Bervin Purnell permet de réduire le délai à un an. Mockridge se rend aux Jeux et y remporte deux médailles d'or durant la même journée : au kilomètre et en tandem avec Lionel Cox.

### Carrière professionnelle
Russel Mockridge passe professionnel en 1953. Il délaisse la piste et prend part à de nombreuses kermesses. En 1955, il remporte néanmoins les Six jours de Paris avec Reginald Arnold et Sid Patterson. Il participe au Tour de France 1955 avec l'équipe luxembourgeoise mixte, intégrant des coureurs autrichiens, allemands et australiens. Il prend le départ avec une douleur au genou et une entaille de 15 cm au-dessus de l'œil, séquelles d'une chute à l'entraînement intervenue deux jours plus tôt. Il est l'un des 69 coureurs à terminer ce Tour (64e), sur 150 partants. Son meilleur résultat est une sixième place à Toulouse. Il dira à propos de ce Tour et des critériums qui suivront : « La différence entre moi et les autres, c'est que ce sont des coureurs du Tour de France qui participent à des criteriums, tandis que je suis un coureur de critérium qui a participé au Tour de France ».
Russell Mockridge revient ensuite en Australie. Il devient le coureur australien le plus populaire de l'époque et est sacré champion national sur route en 1956, 1957 et 1958. Il obtient de nombreuses victoires en scratch, sur piste, ainsi que sur route. C'est le cas de la Melbourne to Warrnambool Classic en 1956 et 1957, où il bat le record de l'épreuve. Il gagne également le Herald Sun Tour et le Tour de Tasmanie. En 1958, il est le premier lauréat du trophée Sir Hubert Opperman désignant le cycliste australien de l'année.
Le 13 septembre 1958, moins de 4 km après le départ du Tour of Gippsland, il meurt renversé par un bus à Clayton, sur la Princes Highway. Il laisse une femme et une fille.
Une autobiographie titrée My World on Wheels a été publiée après sa mort, en 1960,.

## Palmarès sur piste

### Jeux olympiques
- Helsinki 1952
  -  Champion olympique du kilomètre
  -  Champion olympique du tandem (avec Lionel Cox)

### Championnats du monde amateurs
- Milan 1951
  -  Médaillé d'argent de la vitesse amateurs

### Jeux de l'Empire britannique
- 1950
  -  Médaillé d'or de la vitesse
  -  Médaillé d'or du kilomètre
  -  Médaillé d'argent de la poursuite

### Six Jours
- Six Jours de Paris : 1955 (avec Reginald Arnold et Sydney Patterson)

### Grands Prix
- Grand Prix de Paris amateurs : 1952 et 1953
- Grand Prix de Paris : 1952 (3e : 1953)
- Grand Prix de Turin : 1951

### Championnats nationaux
- 1950
  -  Champion d'Australie du kilomètre amateurs
  -  Champion d'Australie de poursuite amateurs
  -  Champion d'Australie de vitesse amateurs

## Palmarès sur route
- 1947
  -  Champion d'Australie sur route amateurs
- 1954
  - Grand Prix Marcel Kint
- 1955
  - Tour du Vaucluse
- 1956
  -  Champion d'Australie sur route
  - 5e étape du Tour de Tasmanie
- 1957
  -  Champion d'Australie sur route
  - Tour de Tasmanie :
    - Classement général
    - 1re, 4e, 5eb et 6e étapes

  - Herald Sun Tour
  - Tour du Gippsland
- 1958
  -  Champion d'Australie sur route
  - 2e du Tour de Tasmanie

## Résultats sur les grands tours

### Tour de France
- 1955 : 64e

## Distinctions
- Sir Hubert Opperman Trophy : 1958
- Temple de la renommée du cyclisme en Australie